# Avenida Dom Pedro II
Avenida Pedro II é uma importante via que conecta a Avenida Olegário Maciel ao Anel Rodoviário, em Belo Horizonte, ligando o Centro da cidade à região Noroeste. Caracteriza-se pelo comércio intenso, principalmente no ramo automotivo, com diversas lojas de peças, serviços e revenda de automóveis.

## Ligação com Avenida Tancredo Neves
No dia 4 de julho de 2012, o trecho de 3 km de interseção das avenidas Tancredo Neves e Pedro II, além da Avenida João XXIII, conectando importantes corredores viários entre as regiões Pampulha, Centro e Noroeste, respectivamente. O atraso para a conclusão das obras se deu devido problemas da prefeitura na realocação da população que antes vivia na favela homônima.[carece de fontes?]

## Estação de Integração São José
A estação que havia previsão de ser inaugurada em 2013, após atrasos, virou uma "parada" de ônibus mais moderna apenas, indicando o ponto final da via do BRS.

## Move
Com às obras de mobilidade urbana para Belo Horizonte como sede da Copa do Mundo de 2014, bem como da Copa das Confederações de 2013, recursos federais no valor de R$ 27,9 milhões foram orçados para construção de pistas exclusivas para ônibus e adaptações necessárias para o BRT, uma vez que na avenida, trafegam diariamente 180mil pessoas.
A CDL-BH (Câmara de Dirigentes Lojistas de Belo Horizonte) se organizou contra a implantação do Bus Rapid Transport (BRT) na Avenida Dom Pedro II. O motivo alegado foi prejuízo por conta do período de obras.
A Prefeitura de Belo Horizonte desistiu o projeto, justificando custar R$ 146 milhões aos cofres públicos, no total. Valor quase 6x maior que o Governo Federal havia estipulado. 
No lugar do BRT, foi implantada uma faixa de ônibus para uso do BRS (Bus Rapid Service), para desafogar o tráfego de ônibus na região, que iniciou as operações em 7 de Junho de 2014. Em agosto de 2014 três linhas do MOVE operam na avenida: a 64, Estação Venda Nova/Assembleia, 67, Estação Vilarinho/Santo Agostinho e a 5550, Estação Pampulha/Estação Ponto São José.[carece de fontes?]